# ジョカへ…
『ジョカへ……』は、大島弓子による日本の漫画作品。『別冊少女コミック』（小学館）に1973年4月号・7月号・9月号に分載された。単行本は全1巻（小学館、フラワーコミックス）。
大島弓子が中学時代にノートに描いた作品に『ジュラへ』があり、ジュラ紀の物語ではないので、「ジョカへ」に変えたのだという。原形は『週刊マーガレット』に1970年に発表した『男性失格』で、こちらの主人公の名前も「シモン」である。
完成度としては、ダイジェスト版のような作品になってしまった、と作者は本作を批評している。
結末をめぐって、解釈の分かれる作品である。

## あらすじ
シモンは両親なきあと、おじにあたる生態学者ジルの家に引き取られていたが、おじの娘である、いとこのジョカをめぐって、ライバルのジャン・クロードと喧嘩をすることになった。喧嘩の弱いシモンを心配したジョカは父親の開発した、力が強くなるという薬をシモンに飲ませるが、それは性転換薬であった。シモンはおじのイギリスの友人に預けられることになり、自分の染色体をおじから見せられたシモンはそれに否応なく従うことになる。一か月後、シモンはイギリスで死亡したことになった。
7年後、義母がなくなったシモンはソランジュと名乗り、おじの家に再び引き取られ、ジョカと一緒に暮らすことになった。ジョカと婚約したジャン・クロードは女性であるソランジュに心を乱されてゆく。

## 登場人物
シモン・フェルディエール／ソランジュ
主人公。天文学者であった父親の影響で、天体観測に熱中していた。ジョカをめぐってジャン・クロードと決闘することになり、ジョカに勧められ、ジョカの父、ジルの発明した薬を飲んでしまう。そのため、ジルのイギリスの友人の家に引き取られ、ジョカとの別れを余儀なくされる。
７年後、養い親の死去にともない、ジルの家に再び引き取られ、ソランジュとしてジョカと再会するが、ソランジュに魅力を感じているジャン・クロードの姿に怒りを覚え、ピエロを卒業パーティーのパートナーに選んだり、ジャンを誘惑する仕草を見せたりする。すべてはジョカの幸せを願う一心からなる行為であった。ジャンにジョカを託してイギリスへ去るつもりであった。
作者は当初、シモンが女性になったので、「シモーヌ」と名づける予定であったが、少しおとなしすぎるきらいがあると感じ、木原敏江の助言を得て、「ソランジュ」に変更している。
ジョカ・フェルディエール
ヒロイン。学校の帰り道で同じ野良犬に追い回されており、天体観測に熱中しているシモンに守ってもらいたがっていた。力が強くなる薬と信じ込んで父親の発明した薬を無断でシモンに飲ませてしまい、彼の運命を大きく狂わせてしまう。
それから７年ののち、ジャン・クロードと婚約していたが、ソランジュに出会う。ジャンがソランジュに惹かれてゆくのに複雑な気持ちになり、思わずソランジュに髪を切ってくれと懇願する。
ジャン・クロード・ゾラ
シモンの恋敵。ジョカをめぐってシモンと喧嘩をし、その時にシモンの膝に怪我を負わせたまま別れてしまったことを悔やみ、謝罪したいと思っていた。
7年後に再会したソランジュ（シモン）の姿に初めて聖母マリア像を見た時の戦慄を覚え、ジョカと婚約しているにもかかわらず、ソランジュに惹かれてゆく。ピエロのソランジュ＝シモン説にも惑わされる。
ピエロ・サルトル
シモンの友人。SF作家志望で、シモンの天体観測仲間であり、ともに宇宙へゆく約束をしていた。シモンの死を信じられず、その帰りを待ち続けていた。ソランジュに卒業パーティーの相手に指名され、一緒に行ったプラネタリウムでソランジュがシモンであることに気づく。
ジル・フェルディエール
ジョカの父の生態学者。彼の発明した性転換の薬が、シモンの運命を狂わせる。性転換してしまったシモンを知人に預けるが、一方で同じ薬を開発し、シモンを男に戻そうともしていた。
フランソワーズ・フェルディエール
ジョカの母。作家。

## 同時収録作品

### 海にいるのは…
『別冊少女コミック』1974年7月号に掲載。

### ほうせんか・ぱん
『別冊少女コミック』1974年8月号掲載。
それは夏休みも近い、定期試験直前の教室での出来事。埴科緑（はにしな みどり）の友人、 美濃まや（みの まや）は耳にダイヤモンドのピアスをするべく、自分の持ち物をクラスメートに向けて競売にかけだした。驚いたことに、まやは緑が密かに憧れている多治見秋生（たじみ あきお）に対しても、自分あてのラブレターを売りに出していた。まやの行為に激怒した緑は、試験どころではなくなってしまい、まやのワンピースを3万円で購入し、焼き捨てようとする。

## 単行本
- 『ジョカへ･････』 小学館 （フラワーコミックス）、全1巻（1975年8月1日刊）
  - 収録作品 -『ジョカへ……』・『海にいるのは…』・『ほうせんか・ぱん』
- 『大島弓子名作集』朝日ソノラマ（1977年5月25日刊）
  - 収録作品 -『夏の夜の夢』・『野イバラ荘園』・『ほたるの泉』・『海にいるのは…』・『花・花!ピーピー草…花!』・『ほうせんか・ぱん』『キララ星人応答せよ』・『すべて緑になる日まで』・『ユーミン』・『ジョカへ……』・『ミモザ館でつかまえて』
- 『海にいるのは…』小学館（小学館文庫）（1978年3月20日刊）
  - 収録作品 -『海にいるのは…』・『ミモザ館でつかまえて』・『ジョカへ…』
- 『大島弓子選集第3巻  ジョカへ』 朝日ソノラマ（1986年3月20日刊）
  - 収録作品 -『春休み』・『ジョカへ…』・『花!花!ピーピー草････花!』・『野イバラ荘園』・『季節風にのって』・『ロジオン ロマーヌイチ ラスコリーニコフ』・『キララ星人応答せよ』